# Portela do Casal Novo
Portela do Casal Novo é uma povoação da freguesia de Almalaguês, Município de Coimbra, distante 1,5 km da sede de freguesia, com cerca de 70 habitantes. 
Possui ainda alguns teares artesanais em funcionamento, onde são elaboradas as famosas tapeçarias de Almalaguês (sobretudo tapetes e colchas). Junto ao rio Dueça, na zona de Espadanal, possui um moinho de água.
Os registos mais antigos da povoação datam da segunda metade do século XVIII, sendo que dos moinhos junto ao rio, existem registos desde o século XVII.